# إليزابيث كاسترو (كاتبة)
إليزابيث كاسترو (بالإنجليزية: Elizabeth Castro) هي مدونة ومترجمة وكاتِبة أمريكية، ولدت في 12 مايو 1965 في سان ليندرو في الولايات المتحدة.

## وصلات خارجية
- الموقع الرسمي